# СЧ-600
Щебнеочистительная машина СЧ-600 — путевая машина создана при совместном участии машиностроителей России и Чехии. Отличительной особенностью этой щебнеочистительной машины является высокое качество очистки щебня при увеличении толщины очищаемого слоя (глубины очистки) до 500 мм. Особенно возрастает значение подобных машин в связи с ведением нового вида ремонта пути — реконструкции балластной призмы, потребность в которой возникла в связи с некачественной очисткой щебня и переподъемкой пути на ряде участков сети железных дорог.

## Принцип работы
Принцип действия машины заключается в следующем: подъемное устройство поднимает рельсошпальную решетку, выгребное устройство заводится под шпалы, его скребковая (баровая) цепь захватывает загрязнённый щебень, перемещает его по наклонным коробам (барам) и транспортерам к грохоту, на сетках которого щебень очищается и поступает на путь, засорители подаются к поворотному транспортеру и могут быть выгружены или в подвижной состав, или в сторону на расстояние до 4,5 м от оси пути. При необходимости весь щебень, забираемый выгребным устройством, может без очистки поступать на поворотный транспортер.

## Конструкция
Щебнеочистительная машина состоит из двух частей: рабочей секции и тягово-энергетической установки (ТЭС).
К машине может также прицепляться специальный подвижной состав для погрузки засорителей или неочищенного щебня.
Тягово-энергетическая секция представляет собой 2-х кабинный тепловоз, с осевой формулой 2О−2О. В нём находиться дизель-электрический агрегат мощностью 300 кВт. При транспортировке всей машины тягово-энергетической секцией, управление осуществляется из её кабины, в рабочем режиме весь состав управляется из рабочей секции. Машина СЧ-600 может так же включаться в состав поезда как вагон легкой конструкции.
Рабочая секция машины опирается на заднюю бегунковую тележку и переднюю тяговую тележку с двумя ведущими колесными парами. Все рабочие органы секции смонтированы на главной несущей раме.
Подъёмное устройство предназначено для подъёмки рельсошпальной решётки на высоту до 150 мм и поперечного перемещения её относительно оси пути до ±400 мм. Оно состоит из двух пар роликов на каждую рельсовую нить, которые в рабочем положении прижаты к нижним поверхностям головок рельса. Подъём и опускание путевой решётки осуществляется двумя парами гидроцилиндров. Для поперечного перемещения её имеются два гидроцилиндра, расположенные горизонтально. Подъёмное устройство имеет возможность поднимать одну рельсовую нить выше другой для обеспечения возвышения в кривых участках пути.
Наиболее ответственный рабочий орган машины — баровое выгребное устройство со скребковой цепью, которое обеспечивает удаление щебня из под рельсошпальной решётки и перемещение его по наклонному жёлобу к разгрузочной воронке. На машине имеются две сменные балки баровой цепи. Балка большей длины позволяет увеличить ширину выемки балласта.
Машина имеет систему для сохранения нормального положения грохота при работе в кривых, когда происходит боковой наклон машины.